# Línea 2 (Buenos Aires)
La línea 2 es una línea de colectivos de Buenos Aires, operada por la empresa Transportes 22 de Septiembre S.A.C. Esta línea une Lomas del Mirador, en el Partido de La Matanza, con el edificio de la Aduana de Buenos Aires en el barrio de Monserrat y la Costanera Sur en el barrio de Puerto Madero.

## Ramales y recorridos

### Ramal A: Lomas del Mirador - Aduana
Ida a Aduana: Desde Las Heras Nº 2168 por Las Heras, Hernandarias, Colón, Hernandarias, Av. Diaz Vélez, Colectora Gral. Paz Este, Av. Rivadavia, Rosario, Venezuela, Muñiz, Av. Belgrano (hasta Azopardo)

Regreso a Lomas del Mirador: Desde Av. Belgrano y Azopardo por Av. Belgrano, Av. Ingeniero Huergo, Venezuela, Av. Paseo Colón, Av. Independencia, Salta, Venezuela, Av. Entre Ríos, Moreno, Boedo, Quito, Av. La Plata, Av. Rivadavia, Cruce Av. Gral. Paz, Colectora Gral. Paz Oeste, Av. Díaz Vélez, Europa, Sargento Cabral, Av. Eva Perón, Las Heras hasta Nº 2168.

### Ramal B: Lomas del Mirador - Central Costanera (Ciudad Deportiva)
Ida a Central Costanera: Desde Las Heras Nº 2168 por Las Heras, Hernandarias, Colón, Hernandarias, Av. Díaz Vélez, Colectora Gral. Paz Este, Av. Rivadavia, Rosario, Venezuela, Muñiz, Av. Belgrano, Azucena Villaflor, Av. Calabria, Av. Elvira Rawson de Dellepiane, Av. España hasta Central Costanera.
Regreso a Lomas del Mirador: Desde Central Costanera por Av. España, Av. Elvira Rawson de Dellepiane, Julieta Lanteri, Rosario Vera Peñaloza, Aimé Painé, Azucena Villaflor, Av. Alicia Moreau de Justo, Gabriela González Gass, Av. Ingeniero Huergo, Venezuela, Av. Paseo Colón, Av. Independencia, Salta, Venezuela, Av. Entre Ríos, Moreno, Boedo, Quito, Av. La Plata, Av. Rivadavia, Cruce Av. Gral. Paz, Colectora Gral. Paz Oeste, Av. Díaz Vélez, Europa, Sargento Cabral, Av. Eva Perón, Las Heras hasta Nº 2168.

## Lugares de Interés
- Terminal de Ómnibus Liniers
- Teatro Gran Rivadavia
- Plaza Flores
- Basílica de San José de Flores
- Plaza Primera Junta
- Parque Rivadavia
- Hospital Español
- Fundación Favaloro
- Departamento Central Policía Federal Argentina
- UADE
- Aduana de Buenos Aires
- Universidad Católica Argentina
- Puerto Madero
- Museo de la Cárcova
- Reserva Ecólogica Costanera Sur